# جويل رافاييل
جويل رافاييل (بالإنجليزية: Joel Rafael)‏ هو مغن مؤلف أمريكي، ولد في 1949.

## وصلات خارجية
- الموقع الرسمي
- جويل رافاييل على موقع ميوزك برينز (الإنجليزية)
- جويل رافاييل على موقع أول ميوزيك (الإنجليزية)
- جويل رافاييل على موقع ديسكوغز (الإنجليزية)